# 聖母無原罪主教座堂 (珀斯)
聖母無原罪主教座堂（Cathedral of the Immaculate Conception of the Blessed Virgin Mary）是天主教珀斯总教区的主教座堂，位于澳大利亚西澳大利亚州珀斯维多利亚大道的北端，维多利亚广场的中心。
该堂的兴建经过三个阶段，第一阶段完成于1865年。2006年教堂关闭，2009年12月重新开放。

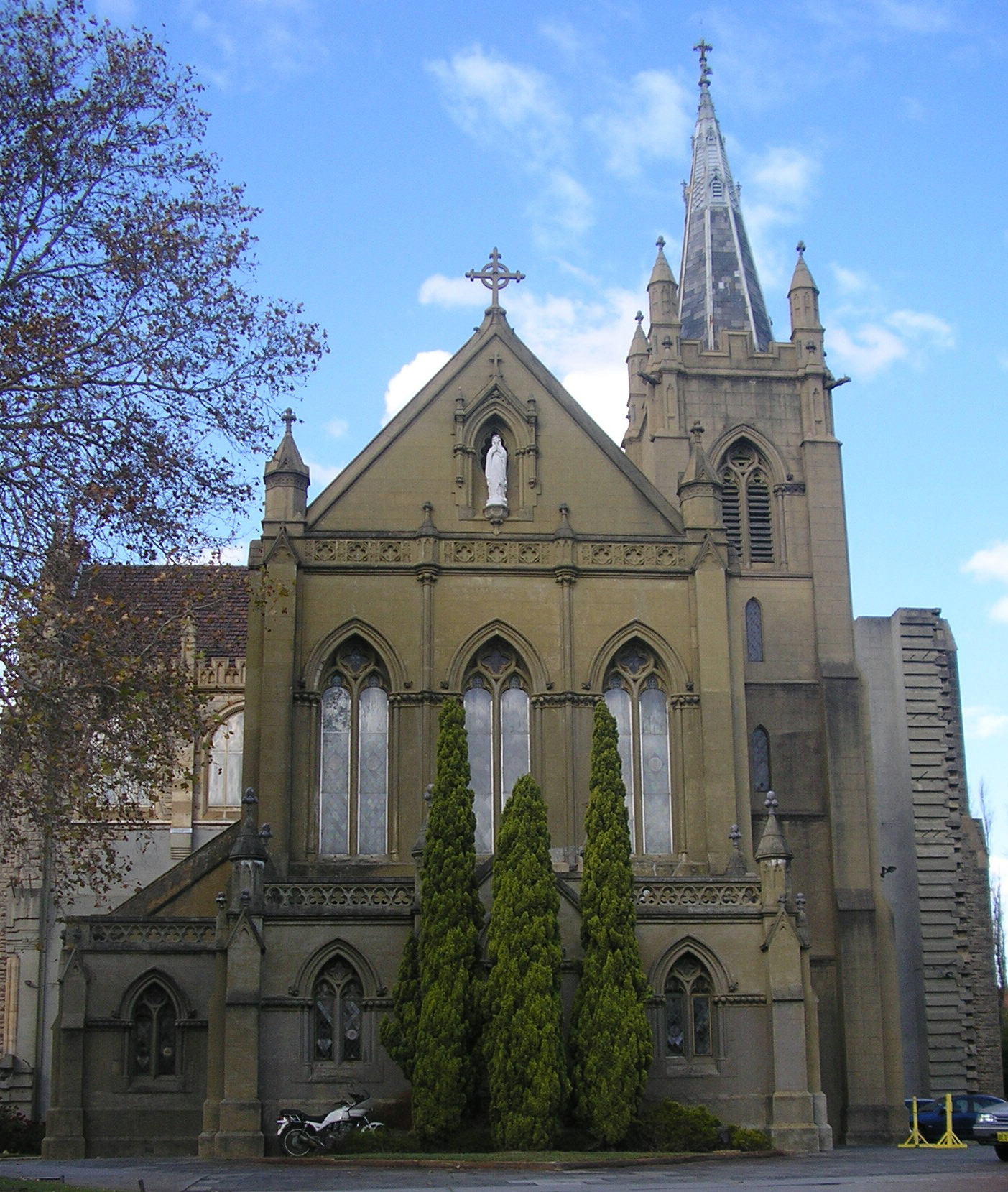
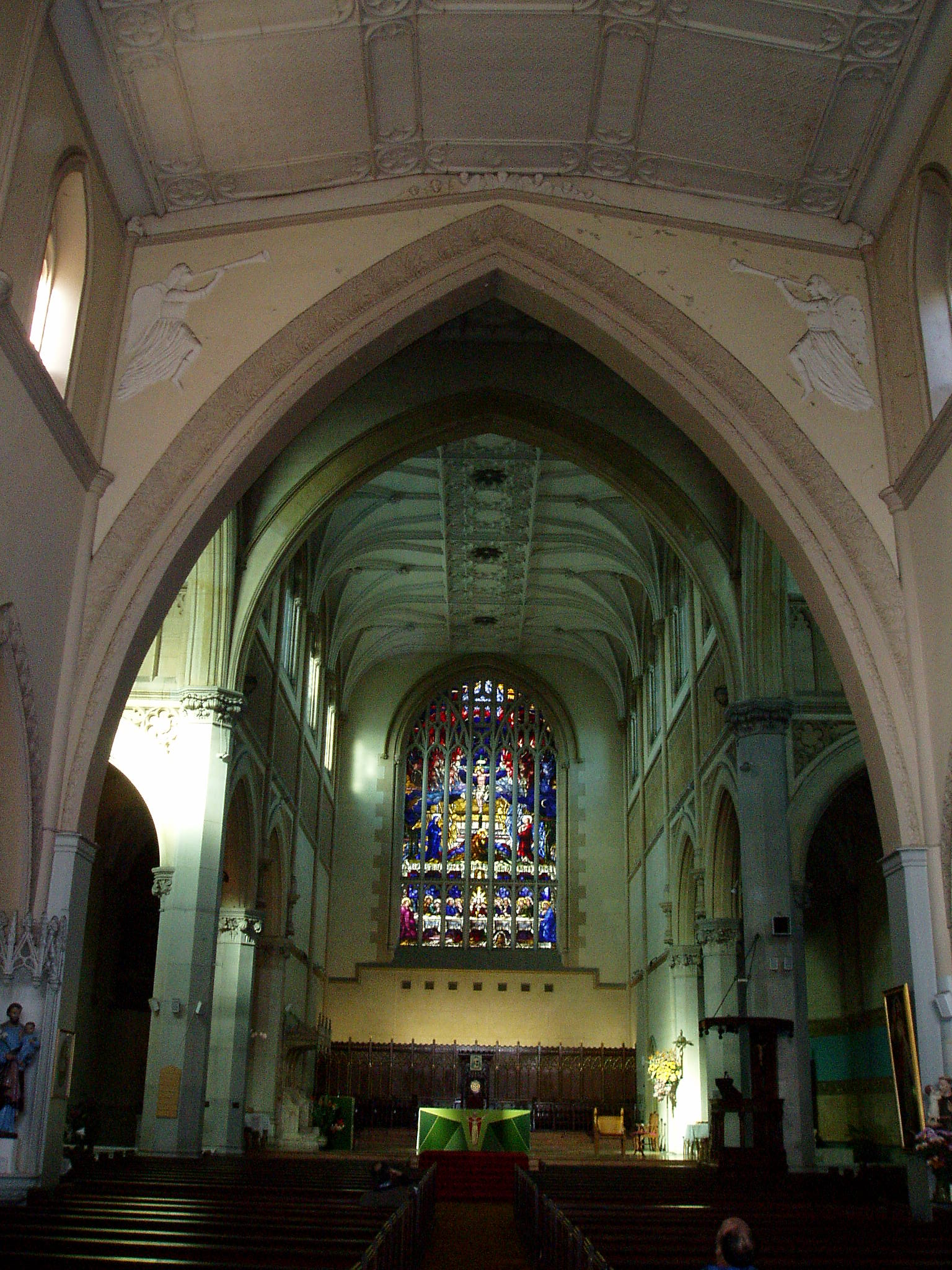
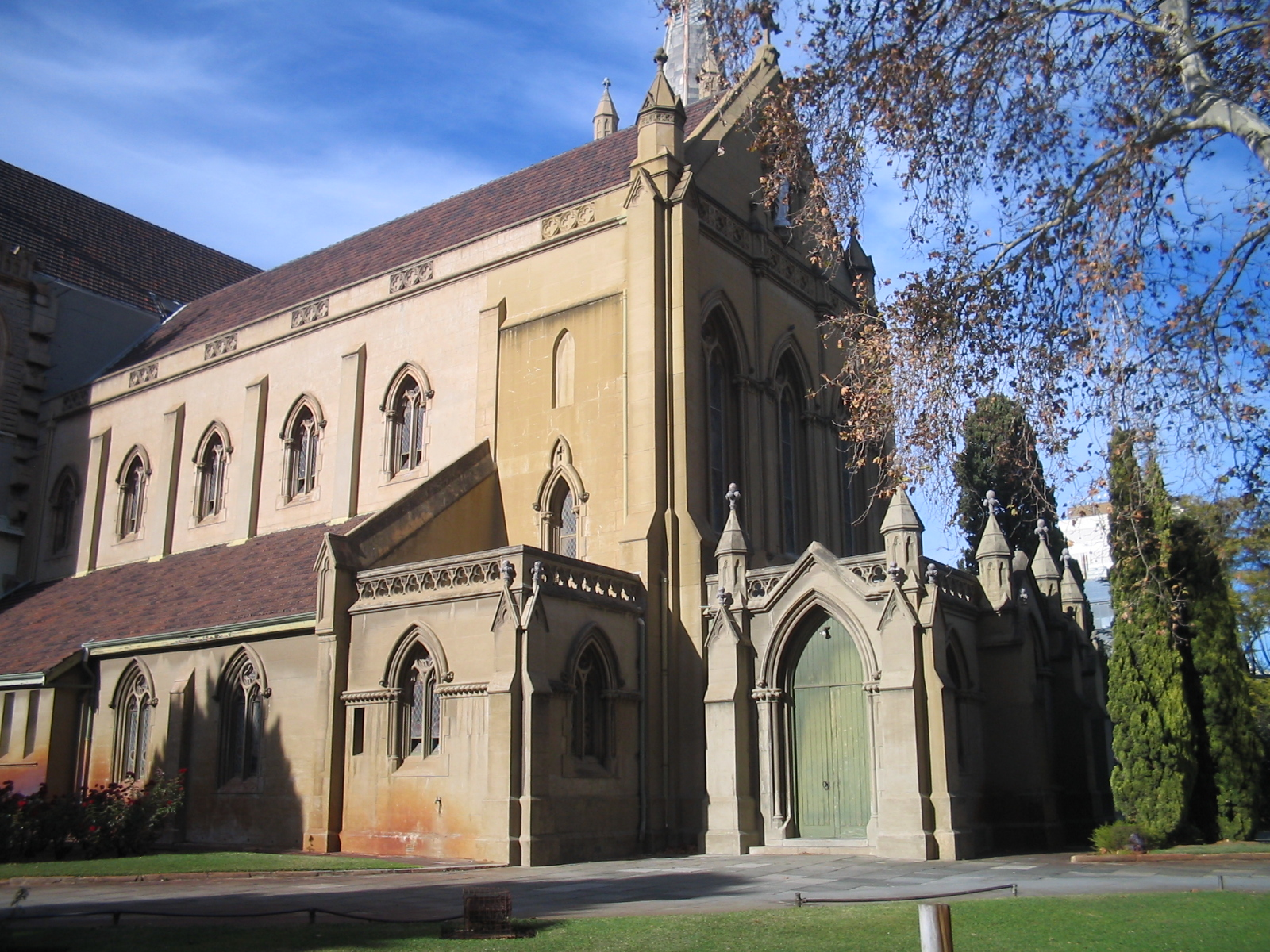
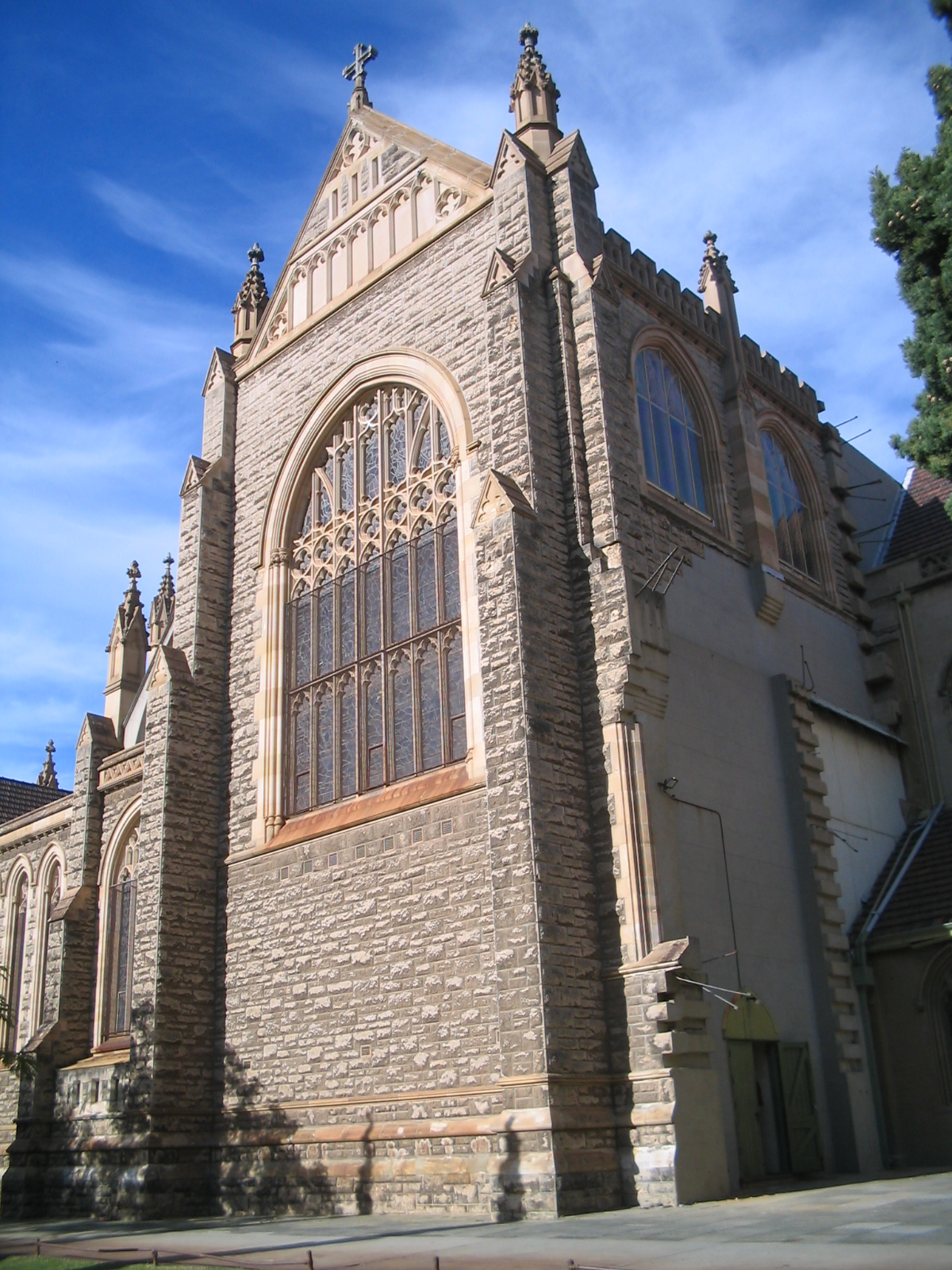

### 引用
1. ↑  . GCatholic.org. 15 January 2012  [1 February 2012]. （原始内容存档于2021-01-17）.